# Kuwschinowo
Kuwschinowo (russisch Кувшиново) ist eine Stadt in der Oblast Twer (Russland) mit 10.007 Einwohnern (Stand 14. Oktober 2010).

## Geografie
Die Stadt liegt in den Waldaihöhen etwa 130 Kilometer westlich der Oblasthauptstadt Twer an der in die Twerza, einen linken Nebenfluss der Wolga, mündenden Ossuga.
Kuwschinowo ist Verwaltungszentrum des gleichnamigen Rajons.
Die Stadt liegt an der 1928 durchgehend eröffneten Eisenbahnstrecke Torschok–Soblago.

## Geschichte
Der Ort wurde erstmals im Jahr 1624 als Dorf Kamenskoje urkundlich erwähnt.

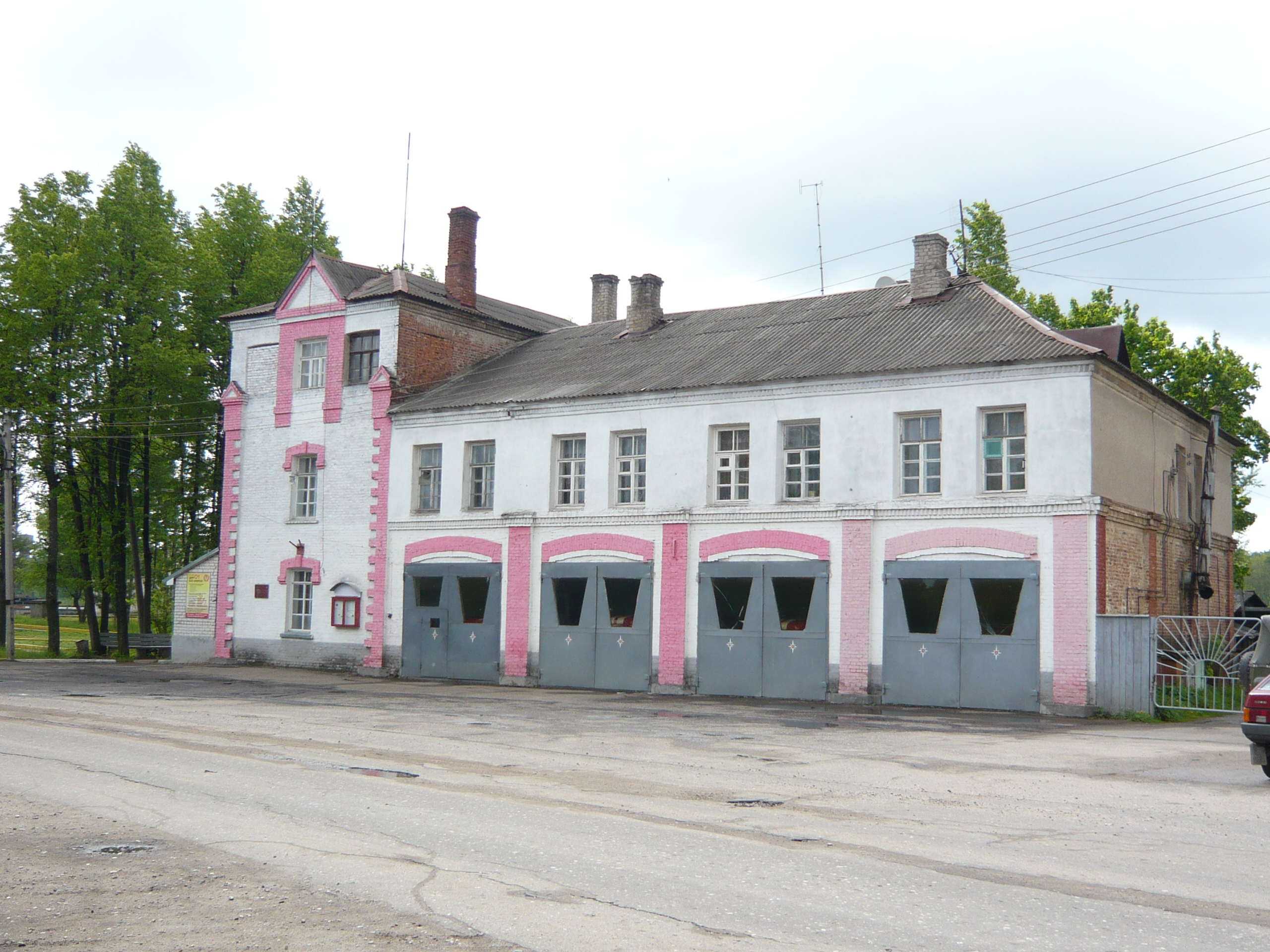
Alte Feuerwache in Kuwschinowo

1829 wurde vom Grafen W.P. Mussin-Puschkin eine Papierfabrik gegründet, welche der Unternehmer M. Kuwschinow zu Beginn der 1870er Jahre kaufte. Die 1910 in der Nähe eröffnete Bahnstation erhielt nach dem Fabrik- und Grundbesitzer den Namen Kuwschinowo. Die um die Station entstandene gleichnamige Siedlung wuchs mit dem alten Dorf Kamenskoje zusammen.
1938 erhielt der Ort als Rajonverwaltungszentrum Kamenka das Stadtrecht.
Anfang 1963 wurde der Rajon aufgelöst und Teil des Rajons Torschok, jedoch schon 1965 wiederhergestellt, bei gleichzeitiger Umbenennung der Stadt in Kuwschinowo, da es in Russland eine Reihe weiterer Orte mit Namen Kamenka gibt. Die Benennung einer Stadt in der sowjetischen Periode nach einem vorrevolutionären Fabrikanten war außergewöhnlich; allerdings steht kuwschinka im Russischen auch für Teichrose (siehe auch Stadtwappen).

### Bevölkerungsentwicklung
| Jahr | Einwohner |
| ---- | --------- |
| 1939 | 7.909     |
| 1959 | 13.549    |
| 1970 | 12.963    |
| 1979 | 13.471    |
| 1989 | 12.435    |
| 2002 | 11.276    |
| 2010 | 10.007    |

Anmerkung: Volkszählungsdaten

## Kultur und Sehenswürdigkeiten
In Kuwschinowo sind einige Gebäude vom Anfang des 20. Jahrhunderts erhalten, so das Volkshaus von 1913 und das Haus der Fabrikbesitzerin J. M. Kuwschinowa von 1916.
Im Dorf Prjamuchino liegt der ehemalige Landsitz der Familie Bakunin mit Kolonnade, Kirche und Park.

## Persönlichkeiten

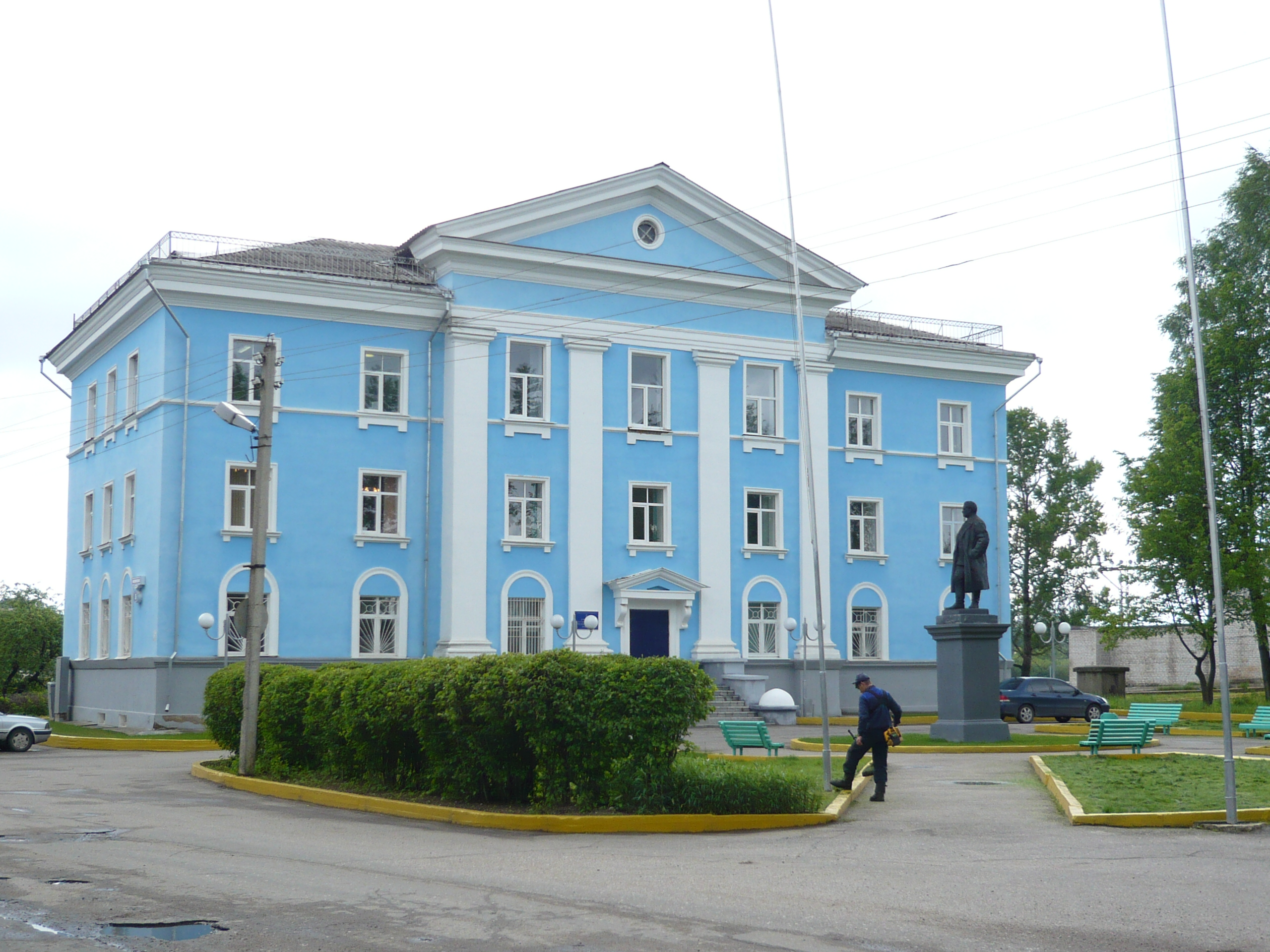
Verwaltungsgebäude der Papierfabrik

- Michail Bakunin (1814–1876), Revolutionär und Anarchist, geboren in Prjamuchino, heute Rajon Kuwschinowo

## Wirtschaft
Neben der Papier- und Kartonfabrik gibt es Betriebe der Holzwirtschaft.